# فهرست کتاب‌های فارسی فهرست کلاغ سفید
کتاب‌های فارسی فراوانی در فهرست کلاغ سفید قرار گرفته‌اند.

## فهرست
| دوره | عنوان                                     | نویسنده                                                                                     | تصویرگر/عکاس | ناشر                                       | سال نشر | تعداد صفحات | شابک              |
| ---- | ----------------------------------------- | ------------------------------------------------------------------------------------------- | --- | ------------------------------------------ | ------- | ----------- | ----------------- |
| ۲۰۱۳ | دوست مظلوم من                             | فریبا کلهر                                                                                  | نوشین صفاخو | کتاب‌های شکوفه                              | ۱۳۹۰    | ۲۰          | ۹۷۸-۹۶۴-۳۰۰-۵۸۹-۴ |
| ۲۰۱۳ | روبی                                      | حدیث لزرغلامی                                                                               | رودابه خائف | افق، کتاب‌های فندق                          | ۱۳۹۰    | ۸۳          | ۹۷۸-۹۶۴-۳۶۹-۷۱۹-۸ |
| ۲۰۱۳ | شنیدار پندار                              | فریده خلعتبری                                                                               | | شباویز                                     | ۱۳۹۰    | ۳۰          | ۹۷۸-۹۶۴-۵۰۵-۲۸۸-۹ |
| ۲۰۱۳ | گرگ در قفسه‌ی لباس                         | نیره تقوی                                                                                   | نیره تقوی | کتاب خروس                                  | ۱۳۹۰    | ۳۶          | ۹۷۸-۶۰۰-۱۵۲-۰۸۸-۴ |
| ۲۰۱۳ | ننه‌یخی، پسر و تابستان                     | حمیدرضا نجفی                                                                                | | کانون پرورش فکری                           | ۱۳۹۰    | ۱۳۴         | ۹۷۸-۹۶۴-۳۹۱-۶۶۰-۲ |
| ۲۰۱۳ | نیم من بوق: ابن پشم پانزده                | سید علی شجاعی                                                                               | علیرضا گلدوزیان | کتاب نیستان                                | ۱۳۹۱    | ۳۱          | ۹۷۸-۹۶۴-۳۳۷-۶۵۹-۸ |
| ۲۰۱۴ | جنگل ابر                                  | سیامک گلشیری                                                                                | | افق                                        | ۱۳۹۲    | ۱۷۰         | ۹۷۸-۹۶۴-۳۶۹-۸۹۷-۳ |
| ۲۰۱۴ | قصه‌های گنجشکی                             | ناصر یوسفی                                                                                  | میترا عبداللهی | پیدایش                                     | ۱۳۹۲    | ۶۰          | ۹۷۸-۹۶۴-۳۴۹-۹۹۹-۰ |
| ۲۰۱۴ | کالسکه                                    | فریده خلعتبری                                                                               | ژیلا هدایی | شباویز                                     | ۱۳۹۳    | ۳۲          | ۹۷۸-۹۶۴-۵۰۵-۳۷۴-۹ |
| ۲۰۱۴ | مامان کله‌دودکشی                           | الهام مزارعی                                                                                | لیدا طاهری | افق، کتاب‌های فندق                          | ۱۳۹۲    | ۲۴          | ۹۷۸-۹۶۴-۳۶۹-۷۲۴-۲ |
| ۲۰۱۴ | هفت خوان و هفت رزم                        | زهره پریرخ                                                                                  | | کانون پرورش فکری                           | ۱۳۹۲    | ۳۹          | ۹۷۸-۹۶۴-۳۹۱-۷۶۲-۳ |
| ۲۰۱۵ | احمد آقا                                  | عاطفه ملکی‌جو                                                                                | | باغ آبی                                    | ۱۳۹۳    | ۲۸          | ۹۷۸-۹۶۴-۷۳۴۶-۲۴-۵ |
| ۲۰۱۵ | سارای مهربان                              | آناهیتا تیموریان                                                                            | | کانون پرورش فکری                           | ۱۳۹۳    | ۳۲          | ۹۷۸-۶۰۰-۰۱-۰۰۶۳-۶ |
| ۲۰۱۵ | کنسرو غول                                 | مهدی رجبی                                                                                   | | افق                                        | ۱۳۹۳    | ۲۱۲         | ۹۷۸-۹۶۴-۳۶۹-۹۶۸-۰ |
| ۲۰۱۵ | ماست شیرین                                | افسانه شعبان‌نژاد                                                                            | سحر حق‌گو | پیدایش                                     | ۱۳۹۳    | ۲۴          | ۹۷۸-۶۰۰-۲۹۶-۰۶۹-۶ |
| ۲۰۱۵ | یک شب مهتابی                              | سرور کتبی                                                                                   | غزاله بیگدلو | شباویز                                     | ۱۳۹۴    | ۳۲          | ۹۷۸-۹۶۴-۵۰۵-۳۳۳-۶ |
| ۲۰۱۶ | اسب و سیب و بهار                          | احمدرضا احمدی                                                                               | راشین خیریه، کورش پارسانژاد | کانون پرورش فکری                           | ۱۳۹۴    | ۴۵          | ۹۷۸-۶۰۰-۰۱-۰۰۸۹-۶ |
| ۲۰۱۶ | دوست بزرگ                                 | بابک صابری                                                                                  | مهرداد زائری | کتاب نیستان                                | ۱۳۹۴    | ۳۲          | ۹۷۸-۹۶۴-۳۳۷-۸۲۴-۰ |
| ۲۰۱۶ | زیبا صدایم کن                             | فرهاد حسن‌زاده                                                                               | | کانون پرورش فکری                           | ۱۳۹۴    | ۱۹۱         | ۹۷۸-۶۰۰-۰۱-۰۱۹۴-۷ |
| ۲۰۱۶ | ساندویچ‌ساز مودم‌اسبی‌باف                    | مهدی رجبی                                                                                   | آمنه اربابون | افق، کتاب‌های فندق                          | ۱۳۹۴    | ۲۴          | ۹۷۸-۶۰۰-۳۵۳-۱۵۲-۹ |
| ۲۰۱۶ | کارنامه‌ات را قایم کن                      | معصومه انصاریان                                                                             | مهشید راقمی | پیدایش                                     | ۱۳۹۴    | ۱۲۴         | ۹۷۸-۶۰۰-۲۹۶-۳۴۸-۲ |
| ۲۰۱۷ | اسمش چیه؟ ۵۲ شعر از ۶ شاعر                | جعفر ابراهیمی، مصطفی رحماندوست، اسدالله شعبانی، افسانه شعبان‌نژاد، شکوه قاسم‌نیا، بابک نیک‌طلب | آمنه اربابون، آندریا پکلار، ماهنی تذهیبی، هدی حدادی، راشین خیریه، رضا دالوند، زهرا رسولی، کمال طباطبایی، میترا عبداللهی، سمیه علی‌پور، حدیثه قربان، علی مفاخری، عاطفه ملکی‌جو | افق، کتاب‌های فندق                          | ۱۳۹۵    | ۱۱۱         | ۹۷۸-۶۰۰-۳۵۳-۲۱۷-۵ |
| ۲۰۱۷ | چرا آواز می‌خوانی زنجره؟                   | بابک صابری                                                                                  | نگین احتسابیان | فاطمی، طوطی                                | ۱۳۹۵    | ۳۶          | ۹۷۸-۹۶۴-۳۱۸-۸۵۶-۶ |
| ۲۰۱۷ | دشت پارسوا: حومه سکوت                     | مریم عزیزی                                                                                  | | افق                                        | ۱۳۹۵    | ۴۶۹         | ۹۷۸-۶۰۰-۳۵۳-۰۴۷-۸ |
| ۲۰۱۷ | صفورا اره و غلام بهونه‌گیر                 | اعظم مهدوی                                                                                  | | هوپا                                       | ۱۳۹۴    | ۱۱۴         | ۹۷۸-۶۰۰-۸۰۲۵-۰۹-۲ |
| ۲۰۱۷ | گوی و چوگان: سرگذشت ورزش در ایران         | جمال‌الدین اکرمی                                                                             | محمد حقانی | کانون پرورش فکری                           | ۱۳۹۵    | ۴۴          | -                 |
| ۲۰۱۸ | احتیاط کنید! پرنده‌ها پای سفره‌ی صبحانه‌اند  | حسین تولایی                                                                                 | رنوشین خائفی اشکذری | علمی و فرهنگی                              | ۱۳۹۶    | ۵۲          | ۹۷۸-۶۰۰-۴۳۶-۴۴۵-۴ |
| ۲۰۱۸ | شب به خیر، ترنا                           | جمال‌الدین اکرمی                                                                             | [[]] | کانون پرورش فکری                           | ۱۳۹۵    | ۱۵۸         | ۹۷۸-۶۰۰-۰۱-۰۴۳۷-۵ |
| ۲۰۱۸ | مشت‌زن                                     | حسن موسوی                                                                                   | | فاطمی، طوطی                                | ۱۳۹۶    | ۳۶          | ۹۷۸-۹۶۴-۳۱۸-۹۵۸-۷ |
| ۲۰۱۹ | تک‌خال                                     | پیام ابراهیمی                                                                               | رضا دالوند | فاطمی، طوطی                                | ۱۳۹۷    | ۳۲          | ۹۷۸-۶۲۲-۶۰۱-۱۱۰-۵ |
| ۲۰۱۹ | جنگل‌های مانگرو (حرا)                      | اردوان زرندیان                                                                              | هادی انصاری | انتشارات فنی ایران                         | ۱۳۹۷    | ۵۶          | ۹۷۸-۶۰۰-۴۷۷-۰۴۱-۵ |
| ۲۰۱۹ | دروازه مردگان: قبرستان عمودی              | حمیدرضا شاه‌آبادی                                                                            | | افق                                        | ۱۳۹۷    | ۲۴۰         | ۹۷۸-۶۰۰-۳۵۳-۳۸۷-۵ |
| ۲۰۱۹ | موش و گربه و باقی دوستان                  | عبید زاکانی، سید علی شجاعی (بازنویسی)                                                       | سارا میاری | کتاب نیستان                                | ۱۳۹۷    | ۲۷          | ۹۷۸-۹۶۴-۳۳۷-۹۹۰-۲ |
| ۲۰۲۰ | چه فکر خوبی!                              | نرجس محمدی                                                                                  | | طوطی                                       | ۱۳۹۸    | ۳۲          | ۹۷۸-۶۲۲-۶۶۳۰-۱۰-۸ |
| ۲۰۲۰ | دست‌هایم را در باغچه می‌کارم                | فروغ فرخزاد                                                                                 | هدی حدادی | میرماه                                     | ۱۳۹۸    | ۴۰          | ۹۷۸-۶۰۰-۳۳۳-۳۷۶-۵ |
| ۲۰۲۰ | سیمرغ: برگرفته از منطق‌الطیر عطار نیشابوری | مرجان فولادوند                                                                              | محمد برنگی | مدرسه                                      | ۱۳۹۸    | ۱۰۴         | ۹۷۸-۹۶۴-۰۸۲۰۲۴-۷  |
| ۲۰۲۰ | گفت‌وگوی جادوگر بزرگ با ملکه‌ی جزیره‌ی رنگ‌ها | جمشید خانیان                                                                                | | افق                                        | ۱۳۹۷    | ۱۷۸         | ۹۷۸-۶۰۰-۳۵۳-۴۳۵-۳ |
| ۲۰۲۱ | بارلی بادکنک فروش و ژانرال های کوتوله     | نوید سید علی اکبر                                                                           | نرجس محمدی | علمی‌فرهنگی، پرنده‌ی آبی                     |         |             |                   |
| ۲۰۲۱ | پستانداران ایران: خرس‌ها و دیگر گوشتخواران | علی گلشن                                                                                    | | کانون پرورش فکری                           |         |             |                   |
| ۲۰۲۱ | دختر نارنج و ترنج                         | اسدالله شعبانی                                                                              | مهکامه شعبانی | فاطمی، طوطی                                |         |             |                   |
| ۲۰۲۱ | ضحاک                                      | آتوسا صالحی                                                                                 | نوشین صفاخو | مدرسه                                      |         |             |                   |
| ۲۰۲۱ | نبرد نوروزی                               | حدیث لزرغلامی                                                                               | محبوبه یزدانی | چشمه، کتاب چ                               |         |             |                   |
| ۲۰۲۲ | در یک ظهر داغ تابستان دختری از بصره آمد   | جمشید خانیان                                                                                | | افق                                        |         |             |                   |
| ۲۰۲۲ | هفت خوان رستم                             |                                                                                             | | میرماه                                     |         |             |                   |
| ۲۰۲۲ | جادوی خواب                                | مهسا هدایتی                                                                                 | مهسا هدایتی | فاطمی، طوطی                                |         |             |                   |
| ۲۰۲۲ | دانشنامه‌ی محیط‌زیست                        |                                                                                             | | کانون پرورش فکری                           |         |             |                   |
| ۲۰۲۲ | ستاره‌باز                                  | مسعود قره‌باغی                                                                               | مسعود قره‌باغی | مدرسه                                      |         |             |                   |
| ۲۰۲۳ | آفتاب مهتاب چه رنگه؟                      | پروین دولت‌آبادی                                                                             | سلیمه باباخان | موسسه پژوهشی تاریخ ادبیات کودکان، کتاب‌ تاک | ۱۴۰۲    | ۱۶          | ۹۷۸-۶۲۲-۶۹۸۶-۷۶-۲ |
| ۲۰۲۳ | دو سیاره                                  | مسعود قره‌باغی                                                                               | مسعود قره‌باغی | فاطمی، طوطی                                | ۱۴۰۰    | ۳۲          | ۹۷۸-۶۲۲-۷۵۶۴-۲۶-۶ |
| ۲۰۲۳ | تذکره بادها                               | رضا عبدی                                                                                    | | رسم کودکی                                  | ۱۴۰۱    | ۹۷          | ۹۷۸-۶۲۲-۹۶۷۲۵-۰-۱ |
| ۲۰۲۳ | سیاوش‌نامه                                 | لیلا میرزایی                                                                                | مینا عبدی | خردنامه                                    | ۱۴۰۱    | ۹۷          | ۹۷۸-۶۲۲-۹۹۸۸۴-۷-۳ |
| ۲۰۲۴ | جهان به سفر می‌رود                         | زهرا و حانیه شجاعی                                                                          | زهرا و حانیه شجاعی | ادامه                                      | ۱۴۰۲    | ۴۰          | ۹۷۸-۶۲۲-۹۲۶۱۷-۳-۶ |
| ۲۰۲۴ | دختر دال                                  | احمد اکبرپور                                                                                | نوشین صادقیان | طوطی                                       | ۱۴۰۲    | ۴۰          | ۹۷۸-۶۲۲-۷۵۶۴-۸۵-۳ |
| ۲۰۲۴ | هفت جاویدان                               | مرجان فولادوند                                                                              | | هوپا                                       | ۱۴۰۱    | ۲۲۸         | ۹۷۸-۶۲۲-۲۰۴-۴۸۹-۳ |
| ۲۰۲۴ | نه مثل هر روز                             | فرهاد حسن‌زاده                                                                               | هاله قربانی | چشمه                                       | ۱۴۰۱    | ۵۲          | ۹۷۸-۶۲۲-۷۷۷۶-۷۰-۶ |
| ۲۰۲۴ | پسر اقیانوس                               | مهدی رجبی                                                                                   | هاله قربانی | افق                                        | ۱۴۰۲    | ۳۶          | ۹۷۸-۶۲۲-۳۳۲-۰۲۳-۱ |